# Charleston Open
Charleston Open er en professionel tennisturnering for kvinder, som hvert år i starten af april afvikles i Charleston, South Carolina, USA. Turneringen bliver spillet i LTP Daniel Island (indtil 2019 kendt under navnet Family Circle Tennis Center) på Daniel Island, hvor Stadium Court er den største arena med 10.200 tilskuerpladser. Den første udgave af turneringen blev spillet i 1973, og den er USA's ældste professionelle tennisturnering kun for kvinder.
Turneringen er (pr. 2022) kategoriseret som en WTA 500-turnering på kvindernes WTA Tour. Siden 2022 har Credit One været titelsponsor, og turneringen er siden da blevet afviklet under navnet Credit One Charleston Open. Inden da blev den i mange år afviklet under navnet Family Circle Cup, og i perioden 2016-21 under navnet Volvo Car Open.

## Historie
Turneringen blev spillet for første gang i 1973 i Sea Pines Plantation på Hilton Head Island i South Carolina, hvor det var den første kvindeturnering nogensinde med en præmiesum på $ 100.000, og den første mester, Rosie Casals, modtog en præmiecheck på $ 30.000, som var den største pengepræmie udbetalt til en kvinde i 1973. Det var endvidere den første kvindeturnering, der blev transmitteret på et tv-netværk.
Family Circle Cup blev spillet på Hilton Head Island fra starten i 1973 til 2000, på nær de to udgaver i 1975 og 1976, der blev afviklet på Amelia Island i Florida.
I 2000 indgik titelsponsoren Family Circle et partnerskab med byen Charleston og de tilhørende lokale myndigheder om at bygge et topmoderne tenniscenter, der kunne være vært for turneringen. Med støtte fra byen Charleston, Daniel Island, staten South Carolina, samt Charleston og Berkeley county, blev det $ 15 millioner dyre Family Circle Tennis Center åbnet i foråret 2001 med Stadium Court som anlæggets hovedarena med plads til 10.200 tilskuere. Family Circle Tennis Center var designet med henblik på at fremhæve charmen og skønheden ved lavlandet, og anlægget er omgivet af frodigt landskab og over 100 år gamle egetræer. Klubhuset afspejler den traditionelle, arkitektoniske systatscharme blot et stenkast fra vandet med udsigt til anlægget næststørste bane, Althea Gibson Club Court.
Den 31. august 2015 blev Volvo offentliggjort som ny titelsponsor for turneringen, som dermed skiftede navn til Volvo Car Open, og den 1. juni 2019 blev anlægget officielt omdøbt til LTP Daniel Island.

### Spillesteder
- 1973-74 og 1977-2000: Sea Pines Platation, Hilton Head Island, South Carolina.
- 1975-76: Amelia Island, Florida.
- Siden 2001: Family Circle Tennis Center/LTP Daniel Island, Charleston, South Carolina.

### Navne
- 1973-2015: Family Circle Cup.
- 2016-2021: Volvo Car Open.
- Siden 2022: Credit One Charleston Open.

## Vindere og finalister

### Damesingle
| År   | Mester                                  | Finalist                                | Finaleresultat                          | Ref.   |
| ---- | --------------------------------------- | --------------------------------------- | --------------------------------------- | ------ |
| 1973 | Rosemary Casals (1)                     | Nancy Richey                            | 3−6, 6−1, 7−5                           |        |
| 1974 | Chris Evert (1)                         | Kerry Melville                          | 6−1, 6−3                                |        |
| 1975 | Chris Evert (2)                         | Martina Navratilova                     | 7−5, 6−4                                |        |
| 1976 | Chris Evert (3)                         | Kerry Reid                              | 6−2, 6−2                                |        |
| 1977 | Chris Evert (4)                         | Billie Jean King                        | 6−0, 6−1                                |        |
| 1978 | Chris Evert (5)                         | Kerry Reid                              | 6−2, 6−0                                |        |
| 1979 | Tracy Austin (1)                        | Kerry Reid                              | 7−6(3), 7−6(7)                          |        |
| 1980 | Tracy Austin (2)                        | Regina Maršíková                        | 3−6, 6−1, 6−0                           |        |
| 1981 | Chris Evert (6)                         | Pam Shriver                             | 6−3, 6−2                                |        |
| 1982 | Martina Navratilova (1)                 | Andrea Jaeger                           | 6−4, 6−2                                |        |
| 1983 | Martina Navratilova (2)                 | Tracy Austin                            | 5−7, 6−1, 6−0                           |        |
| 1984 | Chris Evert (7)                         | Claudia Kohde-Kilsch                    | 6−2, 6−3                                |        |
| 1985 | Chris Evert (8)                         | Gabriela Sabatini                       | 6−4, 6−0                                |        |
| 1986 | Steffi Graf (1)                         | Chris Evert                             | 6−4, 7−5                                |        |
| 1987 | Steffi Graf (2)                         | Manuela Maleeva-Fragnière               | 6−2, 4−6, 6−3                           |        |
| 1988 | Martina Navratilova (3)                 | Gabriela Sabatini                       | 6−1, 4−6, 6−4                           |        |
| 1989 | Steffi Graf (3)                         | Natasja Zvereva                         | 6−1, 6−1                                |        |
| 1990 | Martina Navratilova (4)                 | Jennifer Capriati                       | 6−2, 6−4                                |        |
| 1991 | Gabriela Sabatini (1)                   | Leila Meskhi                            | 6−1, 6−1                                |        |
| 1992 | Gabriela Sabatini (2)                   | Conchita Martínez                       | 6−1, 6−4                                |        |
| 1993 | Steffi Graf (4)                         | Arantxa Sánchez Vicario                 | 7−6(8), 6−1                             |        |
| 1994 | Conchita Martínez (1)                   | Natalija Zvereva                        | 6−4, 6−0                                |        |
| 1995 | Conchita Martínez (2)                   | Magdalena Maleeva                       | 6−1, 6−1                                |        |
| 1996 | Arantxa Sánchez Vicario (1)             | Barbara Paulus                          | 6−2, 2−6, 6−2                           |        |
| 1997 | Martina Hingis (1)                      | Monica Seles                            | 3−6, 6−3, 7−6(5)                        |        |
| 1998 | Amanda Coetzer (1)                      | Irina Spîrlea                           | 6−3, 6−4                                |        |
| 1999 | Martina Hingis (2)                      | Anna Kurnikova                          | 6−4, 6−3                                |        |
| 2000 | Mary Pierce (1)                         | Arantxa Sánchez Vicario                 | 6−1, 6−0                                |        |
| 2001 | Jennifer Capriati (1)                   | Martina Hingis                          | 6−0, 4−6, 6−4                           |        |
| 2002 | Iva Majoli (1)                          | Patty Schnyder                          | 7−6(5), 6−4                             |        |
| 2003 | Justine Henin (1)                       | Serena Williams                         | 6−3, 6−4                                |        |
| 2004 | Venus Williams (1)                      | Conchita Martínez                       | 2−6, 6−2, 6−1                           |        |
| 2005 | Justine Henin (2)                       | Jelena Dementjeva                       | 7−5, 6−4                                |        |
| 2006 | Nadija Petrova (1)                      | Patty Schnyder                          | 6−3, 4−6, 6−1                           |        |
| 2007 | Jelena Janković (1)                     | Dinara Safina                           | 6−2, 6−2                                |        |
| 2008 | Serena Williams (1)                     | Vera Zvonarjova                         | 6−4, 3−6, 6−3                           |        |
| 2009 | Sabine Lisicki (1)                      | Caroline Wozniacki                      | 6−2, 6−4                                |        |
| 2010 | Samantha Stosur (1)                     | Vera Zvonarjova                         | 6−0, 6−3                                |        |
| 2011 | Caroline Wozniacki (1)                  | Jelena Vesnina                          | 6−2, 6−3                                |        |
| 2012 | Serena Williams (2)                     | Lucie Šafářová                          | 6−0, 6−1                                |        |
| 2013 | Serena Williams (3)                     | Jelena Janković                         | 3−6, 6−0, 6−2                           |        |
| 2014 | Andrea Petkovic (1)                     | Jana Čepelová                           | 7−5, 6−2                                |        |
| 2015 | Angelique Kerber (1)                    | Madison Keys                            | 6−2, 4−6, 7−5                           |        |
| 2016 | Sloane Stephens (1)                     | Jelena Vesnina                          | 7−6(4), 6−2                             | [ 5 ]  |
| 2017 | Darja Kasatkina (1)                     | Jeļena Ostapenko                        | 6−3, 6−1                                | [ 6 ]  |
| 2018 | Kiki Bertens (1)                        | Julia Görges                            | 6−2, 6−1                                | [ 7 ]  |
| 2019 | Madison Keys (1)                        | Caroline Wozniacki                      | 7−6(5), 6−3                             | [ 8 ]  |
| 2020 | Ingen turnering pga. COVID-19-pandemien | Ingen turnering pga. COVID-19-pandemien | Ingen turnering pga. COVID-19-pandemien | [ 9 ]  |
| 2021 | Veronika Kudermetova (1)                | Danka Kovinić                           | 6−4, 6−2                                | [ 10 ] |
| 2022 | Belinda Bencic (1)                      | Ons Jabeur                              | 6−1, 5−7, 6−4                           | [ 11 ] |
| 2023 | Ons Jabeur (1)                          | Belinda Bencic                          | 7−6(6), 6−4                             | [ 12 ] |
| 2024 | Danielle Collins (1)                    | Darja Kasatkina                         | 6−2, 6−1                                | [ 13 ] |

### Damedouble
| År   | Mester                                              | Finalist                                   | Finaleresultat                          | Ref.   |
| ---- | --------------------------------------------------- | ------------------------------------------ | --------------------------------------- | ------ |
| 1973 | Françoise Dürr (1) Betty Stöve (1)                  | Rosemary Casals Billie Jean King           | 3−6, 6−4, 6−3                           |        |
| 1974 | Rosemary Casals (1) Olga Morozova (1)               | Helen Gourlay Karen Krantzcke              | 6−2, 6−1                                |        |
| 1975 | Evonne Goolagong (1) Virginia Wade (1)              | Rosemary Casals Olga Morozova              | 4−6, 6−4, 6−2                           |        |
| 1976 | Ilana Kloss (1) Linky Boshoff (1)                   | Kathy Kuykendall Valerie Ziegenfuss        | 6−3, 6−2                                |        |
| 1977 | Rosemary Casals (2) Chris Evert ()                  | Françoise Dürr Virginia Wade               | 1−6, 6−2, 6−3                           |        |
| 1978 | Billie Jean King (1) Martina Navratilova (1)        | Mona Guerrant Greer Stevens                | 6−3, 7−5                                |        |
| 1979 | Rosemary Casals (3) Martina Navratilova (2)         | Françoise Dürr Betty Stöve                 | 6−4, 7−5                                |        |
| 1980 | Kathy Jordan (1) Anne Smith (1)                     | Candy Reynolds Paula Smith                 | 6−2, 6−1                                |        |
| 1981 | Rosemary Casals (4) Wendy Turnbull (1)              | Mima Jaušovec Pam Shriver                  | 7−5, 7−5                                |        |
| 1982 | Martina Navratilova (3) Pam Shriver (1)             | JoAnne Russell Virginia Ruzici             | 6−1, 6−2                                |        |
| 1983 | Martina Navratilova (4) Candy Reynolds (1)          | Andrea Jaeger Paula Smith                  | 6−2, 6−3                                |        |
| 1984 | Claudia Kohde-Kilsch (1) Hana Mandlíková (1)        | Anne Hobbs Sharon Walsh                    | 7−5, 6−2                                |        |
| 1985 | Rosalyn Fairbank (1) Pam Shriver (2)                | Svetlana Parkhomenko Larisa Savtjenko      | 6−4, 6−1                                |        |
| 1986 | Chris Evert (2) Anne White (1)                      | Steffi Graf Catherine Tanvier              | 6−3, 6−3                                |        |
| 1987 | Mercedes Paz (1) Eva Pfaff (1)                      | Zina Garrison Lori McNeil                  | 7−6(6), 7−5                             |        |
| 1988 | Lori McNeil (1) Martina Navratilova (5)             | Claudia Kohde-Kilsch Gabriela Sabatini     | 6−2, 2−6, 6−3                           |        |
| 1989 | Hana Mandlíková (2) Martina Navratilova (6)         | Mary-Lou Daniels Wendy White               | 6−4, 6−1                                |        |
| 1990 | Martina Navratilova (7) Arantxa Sánchez Vicario (1) | Mercedes Paz Natasja Zvereva               | 6−2, 6−1                                |        |
| 1991 | Claudia Kohde-Kilsch (2) Natasja Zvereva (1)        | Mary-Lou Daniels Lise Gregory              | 6−4, 6−0                                |        |
| 1992 | Arantxa Sánchez Vicario (2) Natasja Zvereva (2)     | Larisa Savchenko-Neiland Jana Novotná      | 6−4, 6−2                                |        |
| 1993 | Gigi Fernández (1) Natasja Zvereva (3)              | Katrina Adams Manon Bollegraf              | 6−3, 6−1                                |        |
| 1994 | Lori McNeil (2) Arantxa Sánchez Vicario (3)         | Gigi Fernández Natasja Zvereva             | 6−4, 4−1 opg.                           |        |
| 1995 | Nicole Arendt (1) Manon Bollegraf (1)               | Gigi Fernández Natasja Zvereva             | 0−6, 6−3, 6−4                           |        |
| 1996 | Jana Novotná (1) Arantxa Sánchez Vicario (4)        | Gigi Fernández Mary Joe Fernández          | 6−2, 6−3                                |        |
| 1997 | Mary Joe Fernández (1) Martina Hingis (1)           | Lindsay Davenport Jana Novotná             | 7−5, 4−6, 6−1                           |        |
| 1998 | Conchita Martínez (1) Patricia Tarabini (1)         | Lisa Raymond Rennae Stubbs                 | 3−6, 6−4, 6−4                           |        |
| 1999 | Jelena Likhovtseva (1) Jana Novotná (2)             | Barbara Schett Patty Schnyder              | 6−1, 6−4                                |        |
| 2000 | Virginia Ruano Pascual (1) Paola Suárez (1)         | Conchita Martínez Patricia Tarabini        | 7−5, 6−3                                |        |
| 2001 | Lisa Raymond (1) Rennae Stubbs (1)                  | Virginia Ruano Pascual Paola Suárez        | 5−7, 7−6(5), 6−3                        |        |
| 2002 | Lisa Raymond (2) Rennae Stubbs (2)                  | Alexandra Fusai Caroline Vis               | 6−4, 3−6, 7−6(4)                        |        |
| 2003 | Virginia Ruano Pascual (2) Paola Suárez (2)         | Janette Husárová Conchita Martínez         | 6−0, 6−3                                |        |
| 2004 | Virginia Ruano Pascual (3) Paola Suárez (3)         | Martina Navratilova Lisa Raymond           | 6−4, 6−1                                |        |
| 2005 | Conchita Martínez (2) Virginia Ruano Pascual (4)    | Iveta Benešová Květa Hrdličková Peschke    | 6−1, 6−4                                |        |
| 2006 | Lisa Raymond (3) Samantha Stosur (1)                | Virginia Ruano Pascual Meghann Shaughnessy | 3−6, 6−1, 6−1                           |        |
| 2007 | Yan Zi (1) Zheng Jie (1)                            | Peng Shuai Sun Tiantian                    | 7−5, 6−0                                |        |
| 2008 | Katarina Srebotnik (1) Ai Sugiyama (1)              | Edina Gallovits Olga Govortsova            | 6−2, 6−2                                |        |
| 2009 | Bethanie Mattek-Sands (1) Nadija Petrova (1)        | Līga Dekmeijere Patty Schnyder             | 6−7(5), 6−2, [11−9]                     |        |
| 2010 | Liezel Huber (1) Nadia Petrova (2)                  | Vania King Michaëlla Krajicek              | 6−3, 6−4                                |        |
| 2011 | Sania Mirza (1) Jelena Vesnina (1)                  | Bethanie Mattek-Sands Meghann Shaughnessy  | 6−4, 6−4                                |        |
| 2012 | Anastasija Pavljutjenkova (1) Lucie Šafářová (1)    | Anabel Medina Garrigues Jaroslava Sjvedova | 5−7, 6−4, [10−6]                        |        |
| 2013 | Kristina Mladenovic (1) Lucie Šafářová (2)          | Andrea Hlaváčková Liezel Huber             | 6−3, 7−6(6)                             |        |
| 2014 | Anabel Medina Garrigues (1) Jaroslava Sjvedova (1)  | Chan Hao-Ching Chan Yung-Jan               | 7−6(4), 6−2                             |        |
| 2015 | Martina Hingis (2) Sania Mirza (2)                  | Casey Dellacqua Darija Jurak               | 6−0, 6−4                                |        |
| 2016 | Caroline Garcia (1) Kristina Mladenovic (2)         | Bethanie Mattek-Sands Lucie Šafářová       | 6−2, 7−5                                | [ 5 ]  |
| 2017 | Bethanie Mattek-Sands (2) Lucie Šafářová (3)        | Lucie Hradecká Kateřina Siniaková          | 6−1, 4−6, [10−7]                        | [ 6 ]  |
| 2018 | Alla Kudrjavtseva (1) Katarina Srebotnik (2)        | Andreja Klepač María José Martínez Sánchez | 6−3, 6−3                                | [ 7 ]  |
| 2019 | Anna-Lena Grönefeld (1) Alicja Rosolska (1)         | Irina Khromatjeva Veronika Kudermetova     | 7−6(7), 6−2                             | [ 8 ]  |
| 2020 | Ingen turnering pga. COVID-19-pandemien             | Ingen turnering pga. COVID-19-pandemien    | Ingen turnering pga. COVID-19-pandemien | [ 9 ]  |
| 2021 | Nicole Melichar (1) Demi Schuurs (1)                | Marie Bouzková Lucie Hradecká              | 6−2, 6−4                                | [ 10 ] |
| 2022 | Andreja Klepač (1) Magda Linette (1)                | Lucie Hradecká Sania Mirza                 | 6−2, 4−6, [10−7]                        | [ 11 ] |
| 2023 | Danielle Collins (1) Desirae Krawczyk (1)           | Giuliana Olmos Ena Shibahara               | 0−6, 6−4, [14−12]                       | [ 12 ] |
| 2024 | Ashlyn Krueger (1) Sloane Stephens (1)              | Ljudmyla Kitjenok Nadija Kitjenok          | 1−6, 6−3, [10−7]                        | [ 13 ] |